# Хайнрих I (Трир)
Вижте пояснителната страница за други личности с името Хайнрих I.
Хайнрих I фон Трир (на немски: Heinrich I von Trier, на латински: Hinricus aps; † 3 юли 964, Рим) е архиепископ на Трир от 956 до 964 г.

## Живот
Той е син на граф Хайнрих († 935) от фамилията на франкските Бабенберги. Брат е на Попо I епископ на Вюрцбург († 961) и вероятно на Бертхолд фон Швейнфурт († 980), могъщият граф в Източна Франкония.
Хайнрих е възпитаван заедно с Волфганг от Регенсбург в манастир Райхенау и след това в новото катедрално училище във Вюрцбург, където брат му Попо I от 941 г. е епископ.
Император Ото I го издига на архиепископ. Той участва в отонската имперска и църковна политика. На 26 май 961 г. в Аахен той помазва Ото II за крал заедно с архиепископите Брун от Кьолн и Вилхелм от Майнц. След това участва в похода на Ото в Италия. Той има влияние при свалянето на папа Йоан XII (Рим, 22 ноември 963), също при свалянето на антипапа Бенедикт V (Латеран, юни 964).
Хайнрих I умира в Рим от избухнала епидемия във войската на император Ото I. Погребан е в Парма, след това в катедралата в Трир.